# Eogammarus confervicolus
Eogammarus confervicolus är en kräftdjursart som först beskrevs av William Stimpson 1856.  Eogammarus confervicolus ingår i släktet Eogammarus och familjen Anisogammaridae. Inga underarter finns listade i Catalogue of Life.